# Cherrywood Village
Cherrywood Village – miasto w Stanach Zjednoczonych, w stanie Kentucky, w hrabstwie Jefferson.